# موسپل‌هایم
موسپل‌هایم یا موسپل (به زبان نروژی باستان: Múspellsheimr) در اساطیر اسکاندیناوی، یکی از نه بخش جهان در کیهان‌شناسی نورس، سرزمین غولان آتشی که در بخش جنوبی جهان واقع شده‌است. موسپل‌هایم منطقه‌ای گرم و سوزان، پر از گدازه، شعله‌های آتش، جرقه و دوده بود. این سرزمین در جهت مخالف جهان برف و یخ نیفل‌هایم قرار داشت که بدین سبب یخ‌های واقع در نیفل‌هایم توسط بادهای گرم سرزمین سوزان موسپل‌هایم به وجود آمده بود. یخ‌ها به ذوب شدن خود ادامه می‌دادند و از قطرات آن‌ها اولین مخلوق زنده، یمیر پدید آمد.
این سرزمین توسط سورت  و همسرش سینمارا فرمانروایی می‌شد. سورت در نبرد نهایی راگناروک درخت جهان ایگدراسیل را توسط شمشیر سوزانش به آتش کشیده و یکی از خدایان نژاد ونیر به نام فریر را از پا در می‌آورد.